# Bassey William Andem
Bassey William Andem (Douala, 1968. június 14. –) kameruni labdarúgókapus.
A kameruni válogatott színeiben részt vett az 1998-as labdarúgó-világbajnokságon.